# Боголюбовка (Любинский район)
Боголю́бовка — село в Любинском районе Омской области. Административный центр Боголюбовского сельского поселения.

## История
Основано в 1909 году. В 1928 году посёлок Боголюбовский состоял из 128 хозяйств, основное население — украинцы. В административном отношении являлся центром Боголюбовского сельсовета Любинского района Омского округа Сибирского края.

## Население
| 2010 |
| ---- |
| 602  |

## Улицы
| - ул. Зелёная, - ул. Советская, | - ул. Центральная, - ул. Школьная. |